# Cordova (Alabama)
Cordova is een plaats (city) in de Amerikaanse staat Alabama, en valt bestuurlijk gezien onder Walker County.

## Demografie
Bij de volkstelling in 2000 werd het aantal inwoners vastgesteld op 2423.
In 2006 is het aantal inwoners door het United States Census Bureau geschat op 2327, een daling van 96 (-4,0%).

## Geografie
Volgens het United States Census Bureau beslaat de plaats een oppervlakte van
15,4 km², waarvan 15,3 km² land en 0,1 km² water. Cordova ligt op ongeveer 133 m boven zeeniveau.

## Plaatsen in de nabije omgeving
De onderstaande figuur toont de plaatsen in een straal van 16 km rond Cordova.

## Geboren
- James Voss (1949), astronaut